# Incorporación de la Intendencia de Potosí a las Provincias Unidas del Río de la Plata
La incorporación en 1810 de la intendencia de Potosí del Virreinato del Río de la Plata al estado centrado en Buenos Aires surgido de la Revolución de Mayo, que al año siguiente se empezó a conocer como Provincias Unidas del Río de la Plata, se produjo luego de que el ejército auxiliar del Perú enviado por la junta de Buenos Aires ingresara en ella por el sur. Esto provocó el derrocamiento de las autoridades españolas fieles al Consejo de Regencia de España e Indias, que habían logrado que el 13 de julio de ese mismo año el virrey del Perú, José Fernando de Abascal, decretara su agregación provisional al virreinato de su mando. 
Pocas semanas después de acaecida la Revolución de Mayo la junta provisional de gobierno de Buenos Aires envió varias expediciones militares a las provincias internas con el objeto de hacer reconocer su autoridad en el resto del ex virreinato del Río de la Plata. El ejército enviado al Alto Perú, denominado Ejército Auxiliar del Perú pero conocido luego como Ejército del Norte, sofocó primero la Contrarrevolución de Córdoba y luego se dirigió a la intendencia de Salta del Tucumán, en donde obtuvo el reconocimiento buscado. En ambos casos no tuvo necesidad de entrar en acción, debido a que los cabildos juraron obediencia a la junta. La llegada del ejército auxiliar al territorio de la intendencia de Potosí dio inicio a la guerra de la Independencia Argentina.
La Villa Imperial de Potosí cayó en tres oportunidades en manos de los ejércitos auxiliares rioplatenses: del 25 de noviembre de 1810 al 25 de agosto de 1811, del 17 de mayo a 21 de diciembre de 1813, y del 5 de mayo a julio de 1815, para perderse definitivamente desde entonces para las Provincias Unidas. Otros sectores de la intendencia, como por ejemplo el partido de Atacama y la villa de Tarija, permanecieron bajo control salteño durante más tiempo.
En 1825 la intendencia de Potosí — durante la Campaña de Sucre en el Alto Perú — fue librada del dominio español por la división del Perú comandada por Francisco Burdett O'Connor. Simón Bolívar, con la aprobación del Congreso del Perú el 23 de febrero de 1825 y del congreso argentino el 9 de mayo de 1825, ratificó la decisión de Antonio José de Sucre de convocar un congreso soberano del Alto Perú que manifestó en su declaración de independencia su deseo de no unirse al Perú ni a las Provincias Unidas de Río de la Plata. De modo que el Alto Perú — incluyendo a la intendencia de Potosí — proclamó su independencia de España y de sus monarcas como República de Bolívar, que es la actual Bolivia.

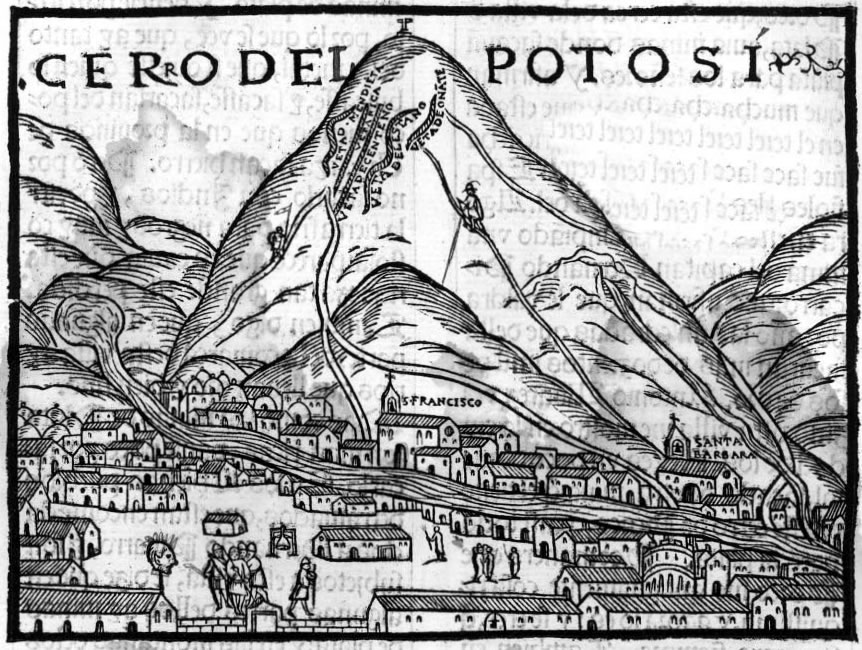
Cerro Rico de Potosí, por Cieza de León, 1552.

## Antecedentes

### La intendencia de Potosí
La intendencia de Potosí, además de su cabecera la Villa Imperial de Potosí, en 1810 estaba dividida entre los partidos siguientes:
- Atacama, con cabecera en el pueblo de San Pedro de Atacama,
- Chayanta o Charcas, con cabecera en el pueblo de Chayanta,
- Chichas con cabecera en el pueblo de Tupiza,
- Lípez con cabecera en el pueblo de San Cristóbal de Lípez,
- Porco, con cabecera en el pueblo de Puna,
- Tarija con cabecera en la Villa de San Bernardo de Tarija.

En 1810 el gobernador intendente era el malagueño Francisco de Paula Sanz (desde 1788), que también era superior de 4 superintendencias: de la Real Casa de Moneda, de Minas, de Mita, y del Real Banco de San Carlos de Rescates. 

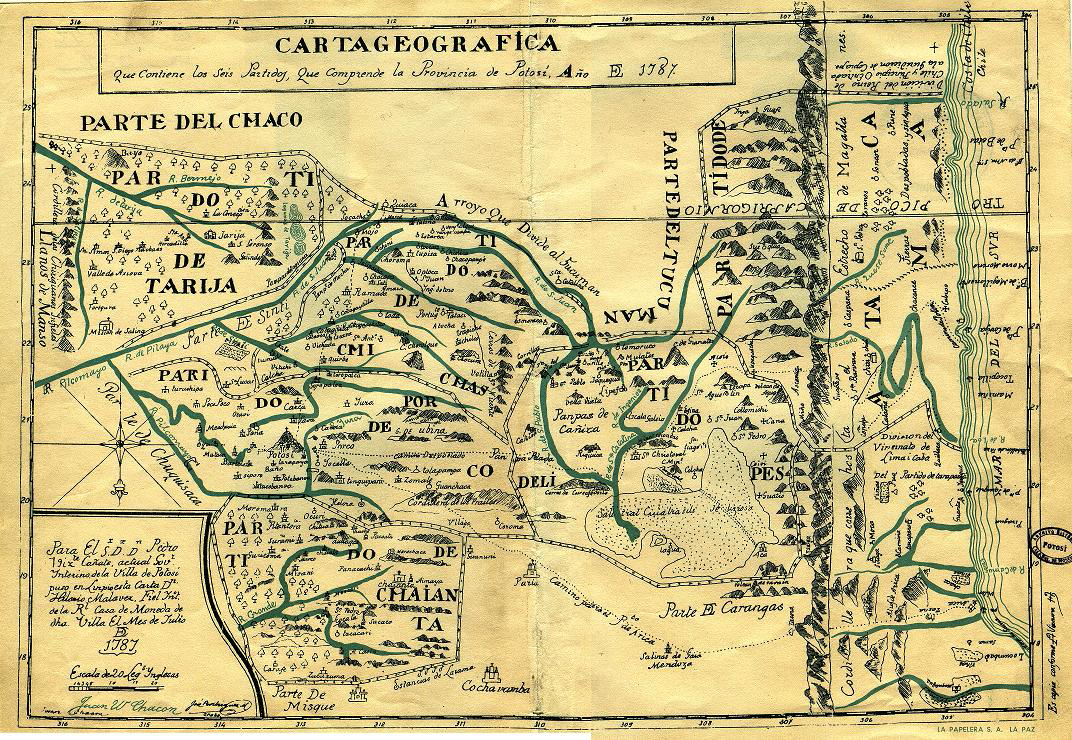
Mapa de la Intendencia de Potosí en 1787, según Pedro Vicente Cañete.

La reunificación del partido de Tarija con el de Chichas y su traspaso con áreas del Gran Chaco a la intendencia de Salta del Tucumán y al obispado de Salta fue ordenada por el rey de España el 17 de febrero de 1807, pero estaba en proceso de ejecución en 1810 y se detuvo al producirse la revolución. Décadas más tarde este asunto daría lugar a la Cuestión de Tarija.

### Rechazo de las autoridades altoperuanas a la Junta de Buenos Aires
El 4 de junio de 1810 el gobernador intendente de Córdoba del Tucumán, Juan Antonio Gutiérrez de la Concha, envió una comunicación a Sanz, avisándole de lo ocurrido en Buenos Aires y solicitándole que trasmitiera el aviso a otras autoridades. La noticia de la revolución llegó a Potosí el 17 de junio de 1810, a Chuquisaca el 20 de junio y a Lima el 9 de julio. Poco después, el exvirrey Santiago de Liniers, cabeza principal de la Contrarrevolución de Córdoba, envió cartas a Sanz y al virrey Abascal, solicitándoles auxilios; solicitud que reiteró el 17 de junio, asegurando al virrey que las tropas de Buenos Aires serían fácilmente vencidas. 
Al conocer la deposición de Cisneros Sanz escribió al virrey del Perú el 17 de junio de 1810:

(...) Los auspicios de V. E. han de ser siempre nuestro asilo: no se aun como pensará el señor Dn. Vicente Nieto; pero mi voto aunque uno será siempre el de que, verificada la deposicion del Exmo. señor Virey nos pongamos todos baxo del mando de V. E. puesto que ese superior gobiemo lo tenia antes tambien extensivo hasta la propia provincia de Cordova.

El 13 de julio de 1810 el virrey Abascal decretó la reincorporación provisional de las intendencias de Chuquisaca, Potosí, La Paz y Córdoba del Tucumán al virreinato del Perú. Aclarando el virrey en el decreto de anexión que lo hacía: hasta que se restablezca en su legítimo mando el Excmo. Señor Virey de Buenos-Ayres, y demás autoridades legalmente constituidas, pues solo la autoridad real podía desmembrar el territorio definitivamente del virreinato de Buenos Aires.

(...) una formal agregacion á este Gobierno, del mismo modo que lo estaba ántes de la ereccion de aquel Vireynato: así lo han solicitado por los mas expresivos oficios, el Señor Presidente de Charcas, su Real Audiencia, M. R. Arzobispo, I. Ayuntamiento, la Imperial Villa de Potosí, la ciudad de la Paz y Córdova del Tucuman, y siendo obligacion extrecha de los principales Gefes, ocurrir al pronto remedio de los males que amenazen á los fieles vasallos de S. M. por todos los medios que dicte la justicia: he venido en acceder á esa solicitud declarando quedar por ahora (y hasta que se restablezca en su legítimo mando el Excmo. Señor Virey de Buenos-Ayres, y demas autoridades legalmente constituidas) agregadas á este vireynato las expresadas Provincias dependientes de la gobernacion del Rio de la Plata, en todos los ramos de Hacienda, Guerra, Politica y Justicia (...) Lima y Julio 13 de 1810.
 Jph Abascal.
Decreto de agregación provisional del Alto Perú al virreinato del Perú

Aunque el decreto no lo expresaba explícitamente, toda la jurisdicción de la Real Audiencia de Charcas fue puesta bajo las órdenes directas del virrey del Perú, quien nombró al presidente provisorio de la Real Audiencia del Cuzco, José Manuel de Goyeneche, general en jefe del Ejército Real del Alto Perú.

## Preparativos militares en el Alto Perú
Para sofocar las revueltas de Chuquisaca y La Paz, el virrey Baltasar Hidalgo de Cisneros había enviado desde Buenos Aires un contingente de 500 hombres que partió el 4 de octubre de 1809 al mando de Vicente Nieto, nombrado presidente de Charcas, y del capitán de fragata José de Córdoba y Rojas como mayor general. Fueron organizadas tres divisiones con veteranos del Regimiento de Infantería de Buenos Aires (o Fijo), dragones y del Real Cuerpo de Artillería, junto con una compañía de marina y otras de milicianos patricios (dos), arribeños, montañeses, andaluces y artilleros de la Unión. No hizo falta que entraran en combate, pues las tropas entraron pacíficamente en Chuquisaca el 25 de diciembre de 1809, y La Paz había caído en manos de las fuerzas de Goyeneche. Estas tropas permanecían en Chuquisaca en junio de 1810.
Luego de conocer los hechos de Buenos Aires, en la mañana del 26 de junio de 1810 Nieto tomó la medida de desarmar y apresar a las dos compañías de patricios al mando del capitán Diego Basavilbaso y a la compañía de arribeños. Los patricios fueron «quintados», esto es, se sorteo uno de cada cinco para ser remitidos con esposas en las manos y caminando a Potosí para trabajar en el socavón de las minas del Cerro Rico, muriendo más de una tercera parte en menos de tres meses. El resto de los patricios y los arribeños fueron enviados a Oruro a esperar una escolta que los llevara a las casamatas del Callao. Nieto justificó estas medidas en que en la noche del 25 de junio estos soldados, sin conocer detalles, habían brindado por su comandante, el potosino Cornelio Saavedra, al saber que presidía la Junta de Buenos Aires.

(...) Patricios, y Arribeños, a quienes extingui castigando a los primeros, con quinta pr el presidio de Potosí pr su infidelidad, y adhesión al partido revolucionario.
Carta de Vicente Nieto a Gutiérrez de la Concha

Con los 150 milicianos de las compañías de andaluces y montañeses Nieto creó el «Cuerpo de Voluntarios del Rey» con 2 compañías al mando del capitán José Fernando de Fontaneda. Las dos compañías del Regimiento Fijo de Buenos Aires formaron las compañías veteranas del «Real Borbón» al mando del capitán Juan de Dios Cabero. Nieto comenzó a reunir tropas para trasladarlas al punto fortificado estratégico de Santiago de Cotagaita, a donde envió a Córdoba y Rojas en espera de la llegada de las fuerzas revolucionarias. 
Sanz envió inmediatamente a Tupiza al coronel Indalecio González de Socasa con 200 milicianos del Batallón de Milicias Provinciales de Potosí, quien se dirigió a Chichas con 2 cañones y fusiles en busca de reclutar soldados, pero solo pudo conseguir unos 200 («Dragones de Chichas») debido a que Pedro José Agrelo, subdelegado interino de Chichas, se decidió por la revolución (el 13 de noviembre la Junta lo separó del cargo nombrando a Gabriel Hevia). González de Socasa llegó a Tupiza el 2 de septiembre y poco después lo hizo Córdoba y Rojas a Santiago de Cotagaita con tropas de Chuquisaca, logrando que el primero se pusiera a sus órdenes luego de algunas discusiones, quedando éste al mando del Batallón de Milicias Provinciales de Potosí, mientras que el resto de las tropas de Tupiza pasó a las órdenes de Córdoba y Rojas. El 20 de octubre Nieto salió de Chuquisaca con 200 veteranos en dirección a Cotagaita, dejando una guarnición de 600 hombres mayormente de Santa Cruz de la Sierra y Vallegrande.
El día anterior a su salida Nieto comunicó al cabildo de Chuquisaca:

(...) he tenido a bien condescender con la solicitud que han hecho el comandante en jefe y los comandantes particulares del referido ejército y se ha resuelto salir de esta ciudad con sólo 200 veteranos, dejando en ella 300 cruceños, 150 vallegrandinos, la compañía de granaderos provinciales y la octava compañía de veteranos, con cuya guarnición no sólo queda asegurado este vecindario sino precavidos los recelos de Vuestra Señoría.

Nieto hizo fortificar y atrincherar Cotagaita en espera de refuerzos para continuar sus operaciones hacia «Santa Fe, que ha de ser una de mis principales miras» para seguir luego a Buenos Aires «para que entre en sus deberes, sin olvidar el castigo a los autores de tantos males: tengo en mi poder varios oficios de la revolucionaria Junta a los que no he dado el uso que correspondía, porque espero tener la satisfacción de hacérselos comer en iguales proporciones a los sucios y viles insurgentes que me los han remitido...» Las fortificaciones de Cotagaita, por donde transitaba el camino casi obligado que debían seguir las tropas rioplatenses, se hallaban en el fondo de una quebrada seca que desemboca en el río Santiago, el cual la atraviesa de oeste a este separando dos cerros al norte del río de dos al sur. El pueblo de Santiago de Cotagaita se halla en la ribera norte del río. Nieto hizo colocar dos baterías de 4 piezas de artillería a cada lado del pueblo sobre dos lomas que unió con una muralla de piedra. Con un profundo foso a los pies de la misma por donde hizo correr el río. En la muralla intercaló entre 6 y 8 piezas de artillería.
La vanguardia realista al mando del marqués de Yavi (o del valle de Toxo), Juan José Feliciano Fernández Campero, ocupó sectores del norte de la actual provincia de Jujuy con algunas fuerzas del «Regimiento de Milicias Provinciales de Voluntarios de Caballería de Tarija», pero al pronunciarse el 19 de junio de 1810 Salta por la revolución, se ordenó el repliegue de esas fuerzas. El 11 de agosto Nieto ordenó al marqués que ocupara San Salvador de Jujuy con el regimiento de Tarija, pero esta villa había adherido a la revolución y la maniobra no pudo realizarse. El marqués mantuvo la posesión de áreas de la Puna de Atacama y valles septentrionales de Jujuy, para evacuarlos en octubre con orden de dejar arrasados los caminos al avanzar la vanguardia del ejército auxiliar. 
El coronel Narciso Basagoitía con 350 hombres de las milicias del Batallón de Puno se dirigió a Potosí y luego llevó esas fuerzas a Cotagaita, mientras que en La Paz Juan Ramírez Orozco armaba un ejército de 2000 hombres.
Nieto ordenó el envio a Chuquisaca de fuerzas milicianas de Cochabamba y otros 500 milicianos de Santa Cruz de la Sierra, pero al tomar conocimiento de los sucesos de Cochabamba, los primeros retornaron el 22 de septiembre y los otros dos días después. El 2 de noviembre Nieto arribó a Cotagaita.

## Reconocimiento de Tarija a la Junta de Buenos Aires
- Wikisource contiene obras originales de o sobre Incorporación de la Intendencia de Potosí a las Provincias Unidas del Río de la Plata.

Luego de que la circular a los cabildos del interior remitida por la Junta de Buenos Aires el 27 de mayo de 1810 arribara a Tarija el 23 de junio, a través de dos notas remitidas a la Junta y al Cabildo de Buenos Aires el 25 de junio el Cabildo de Tarija fue uno de los primeros en aceptar la autoridad de la Junta. Integraban el cabildo ese año: Mariano Antonio de Echazú (presidente y alcalde de primer voto), José Antonio Reguerín (alcalde de segundo voto), José Antonio de Larrea (regidor y comandante de armas), Juan Díaz Chávez (regidor ejecutor), Juan de Dios Evia y Baca (regidor decano), Ambrosio Catoyra (regidor), Miguel Jerónimo de Tejerina (regidor) y Vicente de Ichaso (síndico procurador general). 

El 23 que rije, recibió esta sala el oficio de 27 de mayo, de esa Junta Superior Gubernativa Provisional del Virreinato, con los impresos que califican su creación (por dimisión del mando del Excelentísimo Señor Virey) y por la estrechez del tiempo de correo no se ha podido elegir el Diputado de este pueblo que se previene, y de su cumplimiento daremos aviso en el próximo correo.- Dios guarde a V.E. muchos años.- Sala Capitular de Tarija y Junio 25 de 1810.-
Mariano Antonio de Echazú.- José Antonio Reguerin.- Juan Francisco de Ruyloba.- Antonio Catoyra.-
Excelentísima Junta Gubernativa del Virreinato de Buenos Aires.-
Respuesta del Cabildo de Tarija a la Junta

Un cabildo abierto celebrado el 18 de agosto designó a José Julián Pérez de Echalar como representante de Tarija, quien se incorporó a la Junta Grande reunida en Buenos Aires. Dos días después se informó de la elección a la Junta:

En el Correo de Junio avisamos á V.E. el recibo de sus oficios con los demás despachos relativos á la instalación de esa Superior Junta Provisional Gubernativa, la obediencia y reconocimiento que ha prestado esta Sala Capitular anunciándole que á la mayor brevedad se elijiera la Diputación prevenida, lo que no se ha podido verificar por varis ocurrencias hasta el día de antes de ayer, diez y ocho del corriente, en que se celebró Cabildo Abierto con concurrencia de todos los Vocales y Corporaciones, y la Comandancia Accidental de Armas con su Oficialidad, vecindario de la Villa y su Partido, é impuesto de los espresados despachos, ratificaron lo obrado por el Ayuntamiento y proclamaron, la obediencia y subordinación de V.E. y por casi universal sufragio, ha salido elegido Representante Diputado el Doctor D. José Julián Pérez de Echalar, á quien se le Despacharán las Credenciales y Poderes Instructivos para que los presente a la mayor brevedad. En este estado ocurre que el Señor Marquéz del Valle de Tojo, Coronel Comandante de las Armas, que reside cuarenta leguas de esta Villa acaba de comunicar estrechas y apuradas órdenes al Comandante Accidental D. José Antonio de Larrea para que apreste al Regimiento Provincial á marchar hasta la ciudad de Jujuy, á consecuencia de las órdenes que dice tiene del Señor Presidente de La Plata D. Vicente Nieto, cuya providencia ya se esperaba por que estamos asegurados que es una persona de su devoción y le tenía ofrecidas las tropas de antemano. Lo que ponemos en noticia de V.E. para que se sirva avisarnos sus posteriores Órdenes, y dar providencia al Comandante de nuestras tropas Auxiliadoras para que sí es posible doble las marchas á acercarse á esta población en la inteligencia de que V.E. debe estar firmemente creído de su fidelidad y resignación á la Defensa de nuestro amado Monarca y bien de la Patria.- Dios guarde a V.E. muchos años.- Sala Capitular de Tarija.- 20 de agosto de 1810.-
Exmo. Señor: Mariano Antonio de Echazú.- José Antonio Reguerín.- Juan de Dios Evia y Baca.- José Antonio de La Larrea.- Ambrosio Catoira.- Vicente de Ichazo.- Procurador General.-
Exmo. Señor Presidente y Vocales de la junta Superior Gobernadora de la Capital de Buenos Aires.

## Primera expedición auxiliadora al Alto Perú

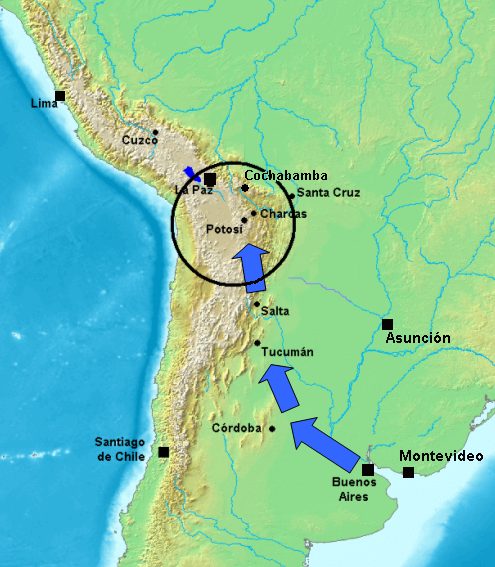
El Alto Perú, objetivo del Ejército del Norte enviado desde Buenos Aires.

Un ejército de 1150 hombres partió de Buenos Aires el 6 de julio de 1810 al mando del coronel Francisco Ortiz de Ocampo, secundado por el teniente coronel Antonio González Balcarce, al que se dio una formación apresurada en dos meses. A semejanza de los ejércitos de la Revolución francesa, ambos iban acompañados por el comisionado de la Junta, Hipólito Vieytes y por un auditor de guerra. El mando militar estaba sujeto al político, conformado por una junta de comisión que integraban el comandante, el comisionado, el auditor y un secretario, la que por mayoría debía tomar las resoluciones con carácter provisional, ya que la Junta a través de la Secretaría de Guerra que ocupaba Mariano Moreno tomaba finalmente las decisiones. Vieytes llevaba instrucciones de dejar que en cada ciudad (y en algunas villas) se eligiera en cabildo abierto un diputado para incorporarse a la Junta. El 8 de julio Moreno ordenó que los que se opusieran a la revolución fuesen remitidos a Buenos Aires a medida que se los capturara, pero el 28 de julio impartió la orden de fusilamiento para los principales cabecillas. Por no haber cumplido la orden de ejecución de Liniers y de otros destacados realistas de Córdoba, Ortiz de Ocampo fue dejado en retaguardia y González Balcarce se hizo cargo de la vanguardia del Ejército del Norte, que avanzó hasta Jujuy. Juan José Viamonte pasó a ser el segundo jefe de González Balcarce y en sustitución de Vieytes, Juan José Castelli ocupó el cargo de comisionado de la Junta.
El 22 de agosto de 1810 Güemes salió de Salta rumbo a la quebrada de Humahuaca al frente de la Partida de Observación. Las fuerzas realistas avanzadas al mando del marqués de Yavi tomaron contacto sin enfrentarse en la posta de Cangrejos el 18 de septiembre de 1810 con las partidas de Diego Pueyrredón. El 9 de octubre Diego Pueyrredón escribió a Chiclana desde Yavi expresando que la vanguardia del ejército ingresó en esa localidad el 4 de octubre, a la vez que era abandonada por la vanguardia realista.

(...) el 30 se juntó conmigo el valeroso Güemes en Cangrejos con 25 hombres de observación; los enemigos en número de 150 mandados por Peña y Villacian en cuanto lo supieron, nos rodearon, mas no se atrevieron al avance hasta que nos vieron ensillados; entonces agolparon sobre la posta cuando subimos por una cuchilla. Esta retirada fue hasta Colorados, y juntos allí con dos de las divisiones, nos volvimos a Cangrejos y los días 1 y 2 se reunieron todas las tropa en Cangrejos. El día 4 entramos todos en ésta de Yavi, y los enemigos fugaron a Tupiza 12 horas antes. Formado aquí el Quartel general la voz solo ha hecho que hoy día sabemos que todos los de Tupiza se retiran a Potosí. Que Cochabamba es nuestra decididamente; y para seguir las marchas aguardamos la artillería y el ejército de Tarija de 1.900 hombres.

## Entrada del Ejército del Norte en el Alto Perú e insurrección de Cochabamba
En septiembre de 1810 la vanguardia del Ejército del Norte salió de Salta penetrando en la quebrada de Humahuaca. Mientras el coronel Diego Pueyrredón enviaba al capitán Martín Miguel de Güemes, quien hasta entonces con una partida de observación custodiaba el norte jujeño, a los valles Calchaquíes para organizar una fuerza vallista que debía incorporarse al ejército auxiliar por el Abra de Moreno. El 4 de octubre González Balcarce llegó a Yavi con la columna de vanguardia de 800 hombres, allí se detuvo en espera del contingente de Tarija y de los cañones conducidos desde Salta por Calixto Gauna, esperando alcanzar un total de 1900 hombres. Para acelerar la marcha de los contingentes envió a Güemes a Jujuy, donde organizó y apuró la salida de los contingentes, y luego fue enviado al encuentro de los 600 milicianos de Tarija. Gauna logró llevar los cañones desde Jujuy hasta Cotagaita en 8 días. Las fuerzas de vanguardia comenzaron a tomar contacto visual con fuerzas realistas a partir de Cangrejos, las cuales se retiraban a medida que avanzaba la vanguardia de González Balcarce.
El 8 de octubre González Balcarce recibió la noticia de que el 14 de septiembre de 1810 se había producido una insurrección en Cochabamba, que separó a las fuerzas de Nieto de las de Ramírez Orozco. Esa sublevación estuvo liderada por el coronel Francisco del Rivero, quien con milicias del valle de Cliza derrocó al gobernador intendente José González Prada y adhirió a la Junta de Buenos Aires, siendo proclamado jefe político y militar. Lo secundaban Esteban Arze y Melchor Guzmán. En agosto el capellán José Andrés de Salvatierra lideró un movimiento en el Fuerte de Membiray de Cordillera y el 24 de septiembre tomó la ciudad de Santa Cruz de la Sierra, donde un cabildo abierto depuso al subdelegado Pedro José Toledo y se formó una junta provisoria. El 6 de octubre se produjo el pronunciamiento de Oruro encabezado por el subdelegado de hacienda y guerra, Tomás Barrón, adhiriendo a la Junta de Buenos Aires y solicitando ayuda a Cochabamba. Esteban Arze con milicias de Cochabamba llegó a Oruro y luego de reforzar su tropas con milicias locales, salió el 12 de noviembre con 1500 hombres al encuentro de las tropas realistas al mando de Fermín Piérola que Ramírez Orozco había enviado para sofocar la insurrección de Oruro. El 14 de noviembre se produjo la batalla de Aroma, que culminó con el triunfo de Arze y la persecución del ejército realista en dirección a La Paz, por lo que Ramírez Orozco repasó el río Desaguadero con sus tropas a mediados de noviembre, desalojando La Paz. Rivero despachó dos divisiones desde Cochabamba, una que entró en La Paz el 19 de noviembre al mando de Bartolomé Guzmán, en donde el intendente Domingo Tristán se plegó a la revolución y la otra que entró en Chuquisaca el 13 de noviembre al mando de Manuel de la Vea. 
Una vez que Güemes llegó a Mojo el 8 de octubre con los milicianos de Tarija al mando de José Antonio de Larrea, sin esperar la incorporación del grueso del ejército, las municiones, los elementos de transporte, ni la artillería, González Balcarce inició la marcha desde Yavi con 400 hombres y dos cañones, llegando a Mojo el 10 de octubre. La retaguardia del ejército, con las municiones de la artillería, no había aún salido de San Salvador de Jujuy, mientras que la reserva comenzaba a subir las sierras. Conociendo lo ocurrido en Cochabamba y Oruro, para concentrarse en Cotagaita el 10 de octubre los realistas abandonaron Tupiza, la que fue ocupada por las fuerzas adelantadas de González Balcarce al día siguiente.

(...) Los enemigos abandonaron precipitadamente este punto el dia 10 del corriente, y en el siguiente lo ocuparon las fuerzas de mi mando. Aquellos han pasado á fortificarse en las alturas de Cotagaita á donde iré á atacarlos luego que consiga mi artilleria (...) El partido de Tarija me remitió seiscientos hombres de excelente disposicion para que auxiliasen; pero cómo los más no trajeron armas solo he admitido trescientos entre los cuales se hallan mas de doscientos fusiles y el resto tiene espadas ó pistolas (...)
Informe de González Balcarce a la Ortiz de Ocampo, 16 de octubre de 1810

Unos 300 milicianos de Tarija fueron devueltos a su tierra por no tener armamentos. El 17 de octubre se produjo en la Cuesta del Almona un encuentro de fuerzas realistas y patriotas, que debieron retirarse.

## Combate de Cotagaita
- Wikisource contiene obras originales de o sobre Incorporación de la Intendencia de Potosí a las Provincias Unidas del Río de la Plata.

El combate de Cotagaita tuvo lugar el 27 de octubre de 1810 y fue el primer combate de la guerra de independencia en América del Sur. El combate se desarrolló en la población de Santiago de Cotagaita, en la actual Provincia de Nor Chichas, Departamento de Potosí.
Las fuerzas realistas con 1300 hombres estaban compuestas por: el Batallón Provincial de Potosí, al mando del comandante Indalecio González de Socasa, Batallón de Puno, veteranos del Real Borbón, Cuerpo de Voluntarios del Rey, dragones de Chichas y lanceros de Cinti. 
Al llegar los soldados frente a la fortaleza, se desbandaron en busca de refrescarse en el río durante una hora, mientras González Balcarce enviaba un parlamentario a exigir el reconocimiento a la Junta. Negado el reconocimiento, el ataque de González Balcarce comenzó a las 10 de la mañana y finalizó a las dos de la tarde. Los atacantes se dividieron en tres columnas y se intecambió fuego durante cuatro horas, no pudiendo expulsar a los soldados realistas de sus trincheras. Al agotar las municiones de los cañones, González Balcarce dispuso retirarse sin haber intentado asaltar las trincheras. El resultando fue de 3 muertos y 6 heridos en sus filas y el abandono de sus dos cañones.
El combate fue desfavorable para González Balcarce en parte por la superioridad numérica de los realistas, obligando a las tropas expedicionarias a regresar al sur a la espera de refuerzos, sin ser perseguidas, en dirección a Tupiza. González Balcarce rehízo su ejército dos días después en Tupiza. 
Güemes y la División de Salta se mantuvieron en el vallecito de Cazón a una legua y media al sur de Cotagaita hasta que el 31 de octubre en que Córdoba y Rojas avanzó con 700-800 hombres sobre ellos luego de recibir a Nieto con 100 Granaderos Provinciales de La Plata provenientes de Chuquisaca. Las fuerzas de Güemes retrocedieron 3 leguas ese día hasta Ojo de Agua tiroteándose con las fuerzas realistas que marchaban a su vista. Córdoba y Rojas los cargó el 1 de noviembre, por lo que Güemes retrocedió ese día otras 3 leguas hasta la Cuesta de Almona. En los siguientes días se repitieron las cargas realistas y el retroceso de Güemes: 3 leguas hasta San Rafael, 4 leguas y media hasta Chala, 4 leguas a Tupiza, 5 leguas a Suipacha, media legua hasta Nazareno, quedando el 6 de noviembre por la tarde ambas fuerzas separadas por el río Suipacha.
El 6 de noviembre González Balcarce desalojó Tupiza para situarse en Nazareno, entrando los realistas en Tupiza al día siguiente con 1200 soldados. Allí recibió por la noche un refuerzo de 200 hombres provenientes de Jujuy con dos piezas de artillería, junto con municiones y la paga de las tropas. Córdoba y Rojas había recibido informes falsos sobre la moral combativa de las fuerzas de González Balcarce, convenciéndose de que marchaban descontentos y mal armados y por lo tanto pensó que sería relativamente fácil dispersarlos, tampoco se había enterado de la llegada de refuerzos con municiones y cañones.

## Batalla de Suipacha

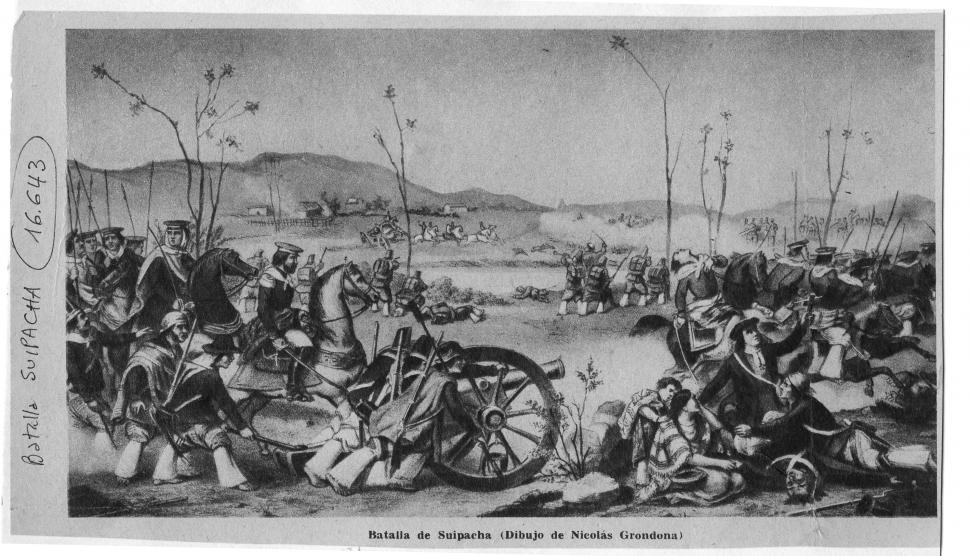
La Batalla de Suipacha, litografía de Nicolás Grondona.

La Batalla de Suipacha tuvo lugar el 7 de noviembre de 1810 y fue el primer triunfo de los ejércitos de la Junta de Buenos Aires. La batalla se produjo a 25 km de Tupiza, en la población de Suipacha, a orillas del río homónimo.
La batalla resultó favorable para González Balcarce a pesar de tener, nuevamente, la inferioridad numérica (800 realistas con 4 cañones contra 600 patriotas con 2 cañones). A González Balcarce le valió los galones de brigadier, y la confianza para avanzar hacia el río Desaguadero, límite de los virreinatos del Río de la Plata y del Perú.
Cuando el 7 de noviembre la vanguardia realista tomó contacto visual con las tropas de González Balcarce, este había ocultado gran parte de su infantería y artillería entre los cerros y quebradas vecinas. Situados frente a frente sin atacarse hasta las 3 de la tarde, González Balcarce se impacientó e ideó un plan para forzar a Córdoba y Rojas a atacarlo, para eso hizo adelantar 200 hombres sobre la playa del río y con dos cañones abrió fuego, lo que dio inicio al enfrentamiento cuando Córdoba y Rojas destacó algunas fuerzas de guerrilla. González Balcarce desplegó más tropas y Córdoba y Rojas envió batallones para reforzar a sus guerrillas abandonando sus posiciones seguras. González Balcarce ordenó simular una retirada en aparente desorden, haciendo caer en la trampa al jefe realista, quien dio la orden de perseguirlos con todas sus tropas hasta las proximidades de la quebrada de Choroya. Allí las fuerzas de González Balcarce que en apariencia huían, giraron para enfrentarlos, mientras las tropas de infantería y la artillería que estaban ocultas entre los cerros aparecieron bruscamente, emboscando a los realistas, quienes se dieron a la fuga arrojando banderas, armas y municiones, siendo perseguidos por tres leguas.
La batalla duró media hora y concluyó con una fácil victoria para los revolucionarios ya que los realistas abandonaron el campo de batalla en fuga, dejando la artillería. Fueron tomados 150 prisioneros realistas. La aparición de indígenas para observar la batalla desde los cerros hizo pensar a Córdoba y Rojas que se trataban de fuerzas de refuerzo y se precipitó en fuga sin esperar el resultado de la batalla.
En la batalla, junto con a los 275 combatientes provenientes de Buenos Aires, participaron: salteños, jujeños, oranenses, tarijeños, cinteños y la caballería chicheña de Tupiza, comandada por el coronel Pedro Arraya. El 9 de noviembre Castelli ordenó al capitán Güemes que con 150 tarijeños montados partiera de Suipacha en dirección a Cinti para capturar al subdelegado y comandante militar Pedro Cabero y a su antecesor, e impedir por allí la huida de los derrotados de Suipacha hacia el Gran Chaco, así como también poner en posesión al nuevo subdelegado Isidoro Alberti. Evidencias históricas señalan a Güemes como el ejecutante de las acciones de Suipacha, sin embargo Castelli no lo menciona en el parte de batalla.  

### Consecuencias
El ejército realista que luchó en Suipacha sufrió una completa derrota, perdió sus 4 cañones, sus tiendas de campaña, armas, municiones, 10 000 pesos en plata, víveres y se desintegró por completo. El triunfo de Suipacha tuvo un fuerte efecto psicológico, los jefes realistas del Alto Perú perdieron todo su prestigio, que se vio reflejado en el pronunciamiento de las ciudades de Potosí el 10 de noviembre, apresando a su gobernador Sanz, y de Chuquisaca el 13 de noviembre. En Buenos Aires se produjo una euforia generalizada.
En el momento de la batalla Castelli se hallaba en Yavi, desde donde el 8 de noviembre informó a la Junta sobre la victoria, redactando dos días después en Tupiza el parte completo. 
- Wikisource contiene obras originales de o sobre Parte de Castelli a la Junta.

Una de las dos banderas tomadas fue enviada a Buenos Aires con una nota de Castelli que decía:

A fin de que V. E. la destine a la sala del rey D. Fernando, con las que adornan su retrato.

## Captura de los jefes realistas
Al llegarle la noticia de la derrota, Nieto, quien había quedado en Cotagaita, entró en pánico e hizo destruir la fortaleza. Junto al párroco de Tupiza y a algunos oficiales se aventuró en el despoblado en busca de alcanzar la costa del océano Pacífico. Siendo anciano, no pudo viajar con rapidez, y tras 16 días de marcha, cerca de Colcha K en Lípez, el guía que los acompañaba ocultó las mulas mientras los prófugos descansaban, dejándolos sin poder continuar mientras se dirigía a denunciarlos al alcalde del lugar, Antonio Santos. Este los apresó inmediatamente y los entregó a Castelli. Una partida salió en su búsqueda formada por soldados de las compañías de patricios que Nieto había mandado a trabajar en el socavón de Potosí cuatro meses antes.
Tras la derrota, Córdoba y Rojas huyó con los restos de su ejército hacia Cotagaita y al día siguiente de la batalla escribió a su examigo en España, González Balcarce:

Venció usted en la lid y ahora estoy dando las órdenes más activas para que se junte lo que ha esparcido el indigno Presidente. Reconozco la Junta, me someto á ella, lo mismo que hace esta marina, y lo mismo que harán las tropas que yo he mandado, pues para ello he dado órdenes muy estrechas.

Castelli le respondió que se entregara con sus cómplices a la generosidad del Gobierno de la Junta. Adivinando cual sería su suerte, al recibir esa respuesta Córdoba y Rojas partió el 9 de noviembre en dirección a Chuquisaca. El 12 de noviembre envió una carta a Chuquisaca ordenando el envío del batallón de Santa Cruz de la Sierra, de 300 hombres, que custodiaba la ciudad, pero Chuquisaca se estaba pronunciando por la revolución y en respuesta le enviaron una partida al mando del capitán Joaquín de Lemoine que lo apresó al día siguiente en la posta de Cuchihuasi a 11 leguas de Potosí.
González de Socasa tomó el mando de los restos del ejército realista y se dirigió hacia Puno para unirse a Goyeneche, siendo también apresado, aunque luego logró escapar.

## Pronunciamiento de Potosí en favor de la Junta
Al huir Nieto envió a Potosí a Juan de Lizarazu, conde de Casa Real de Moneda de Potosí, con órdenes para Sanz de que tomara los 200 000 pesos oro de la Casa de la Moneda y saliera de la ciudad. Sin embargo este demoró su salida lo suficiente como para que el 10 de noviembre llegara a la ciudad un oficio de Castelli anunciando su inminente llegada con el ejército y ordenando al cabildo el apresamiento del gobernador, a la vez que también llegaban en desbandada algunos soldados realistas huidos de Suipacha. La noticia de la derrota realista cundió rápidamente en Potosí y el pueblo pidió cabildo abierto. Mientras se hallaba reunido el cabildo un grupo de revolucionarios se apoderó de la cárcel y se dirigió al cabildo. El revolucionario Manuel Molina irrumpió en el edificio y tomó preso al gobernador Sanz conduciéndolo a la cárcel pública. Las campanas fueron echadas a vuelo para convocar a cabildo abierto, el cual se pronunció por el reconocimiento y sujeción a la Junta de Buenos Aires, siendo tomados los cuarteles, la artillería y las armas, y asegurados los tesoros de la Real Hacienda.
El cabildo abierto procedió a formar una junta provisional integrada por: Joaquín de la Quintana (gobernador interino y presidente del cabildo), Salvador Matos, Pedro Ascárate, Eustaquio Eguibar (o Eguivar), Alejo Nogales, Mariano Nogales, Manuel Millares, Manuel Molina, Mariano Subieta, Melchor Daza, Diego Barrenechea, Pedro Crotas, Mariano Toro, y Manuel Orosco y Bulucua.
Sanz permaneció prisionero en la Casa de la Moneda junto Nieto y a Córdoba y Rojas durante un mes.
El 10 de noviembre de 1810 un cabildo abierto designó a Salvador Matos como diputado de Potosí en la Junta. Impugnado por Castelli por ser sacerdote, no logró viajar a Buenos Aires.
El 25 de noviembre de 1810 entró en Potosí la división de vanguardia del ejército auxiliar, comandada por Güemes y posteriormente le siguió el resto del ejército con Castelli, siendo recibidos en triunfo. 
El 13 de noviembre se reunió un cabildo abierto en Chuquisaca que juró obediencia a la Junta y declaró nula su adhesión al Virreinato del Perú.

## Fusilamientos de Potosí
La represión de Goyeneche a los revolucionarios de La Paz causó una profunda impresión en Buenos Aires, a donde llegaron las noticias fragmentadas y se atribuyó participación en la represión a los jefes enviados desde Buenos Aires, lo que los hizo odiosos a los ojos de los revolucionarios. Castelli durante su gobierno en el Alto Perú tomó medidas drásticas que le ganaron la enemistad de gran parte de las clases acomodadas, como fusilar el 15 de diciembre en Potosí al mariscal Vicente Nieto, a Francisco de Paula Sanz, y al capitán de fragata Córdoba y Rojas, luego de que se negaran a jurar obediencia a la Junta, cumpliendo las órdenes de Moreno en represalia por las ejecuciones de los líderes de la revolución de La Paz. El obispo de La Paz y Goyeneche también estaban sentenciados a muerte si eran capturados. A los tres se les realizó un proceso en el cuartel general de Potosí presidido por Eustoquio Díaz Vélez como juez comisionado y fueron sentenciados a muerte por Castelli en nombre de la Junta el día 14 por crímenes contra el rey y la patria. 

(...) condena á los referidos Sanz, Nieto y Córdova, presos en resultas de la victoria de nuestras armas, como reos de alta traicion, usurpacion y perturbacion pública hasta con violencia y mano armada, á sufrir la pena de muerte, pasándolos por las armas en ejecucion militar; y mando se ejecute mañana en la Plaza Mayor (...)
Sentencia de muerte de Nieto, Sanz y Córdoba y Rojas

El 15 de diciembre de 1810 a las 10 de la mañana fueron fusilados en la Plaza Mayor. Pese a los antecedentes de los condenados, la ejecución no fue bien vista en Potosí, pues muchos les restaban responsabilidad y la centraban en Goyeneche:"Nada podía justificar ni paliar tan atroz atentado, como el de la muerte a sangre fría de dos ancianos, uno de ellos (Sanz) muy ilustre y generalmente respetado; el otro (Nieto) que no había provocado por ningún hecho tan sangrienta venganza, y el señor Córdoba, personaje de alto rango por su familia en la península, que tampoco se había hecho acreedor por ningún rasgo de conducta a tan acerba suerte".
Castelli hizo publicar un bando el 9 de enero de 1811 por el cual declaró perdidos sus empleos, grados, honores y bienes a los tres fusilados.

## Medidas tomadas por Castelli en Potosí
- Wikisource contiene obras originales de o sobre Incorporación de la Intendencia de Potosí a las Provincias Unidas del Río de la Plata.

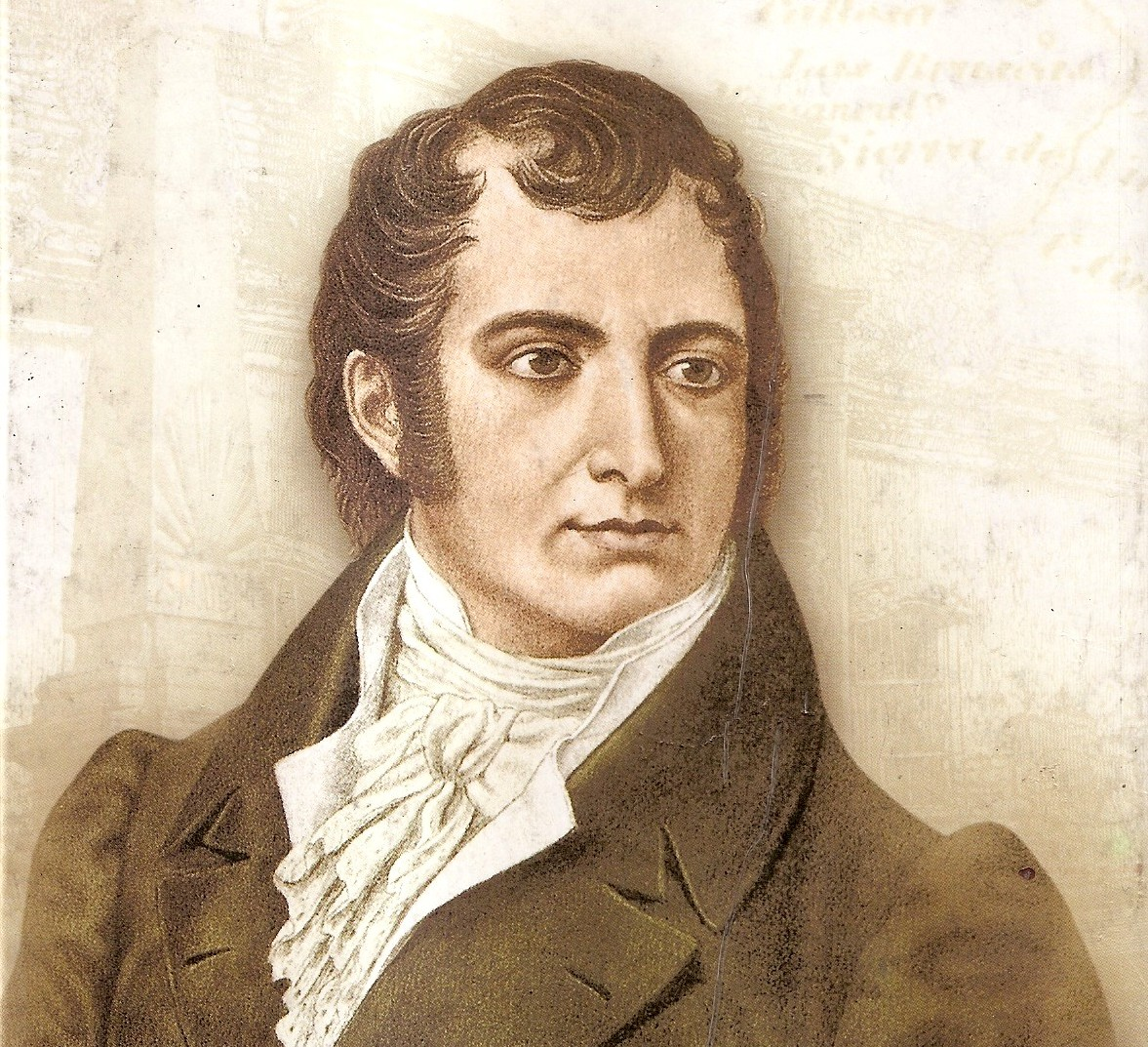
Juan José Castelli.

Confiscó Castelli bienes de los españoles emigrados y desterró a muchos enemigos. Publicó un bando expresando que «Todo acto contrario a las autoridades revolucionarias se considerará crimen de primer orden. Sus autores serán castigados hasta con pena de muerte.» Las tropas de su mando cometieron algunos atropellos contra la población de Potosí y se ganaron fama de irreligiosos, lo cual hizo mermar allí el entusiasmo por la revolución. En Potosí Castelli tomó un empréstito denominado suscripción voluntaria que alcanzó los 10 000 pesos.
El 22 de diciembre Castelli partió de Potosí, dejando a Pedro Lobo como gobernador interino en espera de la llegada de Chiclana, nombrado por la Junta el 3 de diciembre como gobernador intendente. El 27 de diciembre llegó a Chuquisaca acompañado de González Balcarce y de 400 soldados, siendo recibido en triunfo. Castelli se hizo cargo de la presidencia de Charcas, que más tarde dejó al general Juan Martín de Pueyrredón. 
El 1 de enero de 1811 Castelli hizo cumplir en Potosí la orden de la Junta de fecha 3 de noviembre de 1810 por la cual se creó el «Regimiento N° 6 de Infantería», con dos batallones «de tropas destinadas a la expedición al Perú y nuevas agregaciones que ha habido.» Se lo formó sobre la base de las compañías de infantería llevadas desde Buenos Aires, excepto los pardos y morenos, y los contingentes de «Patricios de Tucumán» (300 hombres en 3 compañías) y «Patricios de Santiago del Estero». Como jefe del regimiento se designó a Juan José Viamonte, a quien se le dio el rango de coronel. Ese día también fue creado el cuerpo «Dragones Ligeros de la Patria» (o «Dragones Ligeros del Perú»), formado por los piquetes de dragones, blandengues y húsares, todos provenientes de Buenos Aires, quedando al mando el coronel Díaz Vélez.
Las desavenencias internas llevaron a Castelli a despojar de su mando militar y despedir a Güemes el 8 de enero, quien fue confinado en Salta y la «División de Salta», que estaba a su mando fue disuelta, incorporándose sus soldados a otras unidades. 
El ejército auxiliar continuó estacionado en Potosí hasta que el 9 de enero de 1811 comenzó a marchar hacia Oruro al mando de Viamonte. A fines de febrero Castelli y González Balcarce abandonaron Chuquisaca en dirección a Oruro, incorporándose allí al ejército en marzo. A principios de abril se reanudó la marcha hacia La Paz, estableciendo campamento en Laja. El 17 de abril fue conjurada una contrarrevolución realista en Potosí.
El 10 de enero de 1811 la Junta ofició a Castelli ordenando la elección de diputados indígenas, correspondiendo uno a la Intendencia de Potosí:

(...) ha acordado la Junta que, sin perjuicio de los diputados que deben elegirse en todas las ciudades y villas, se elija en cada Intendencia, exceptuando la de Córdoba y Salta, un representante de los indios, que siendo de su misma calidad y nombrado por ellos mismos, concurra al congreso con igual carácter y representación que los demás diputados.

Castelli lo ordenó cumplir en una proclama del 13 de febrero de 1811, pero como el sistema de elección indirecta era complejo, el 20 de mayo reiteró la orden que no se había cumplido, y que finalmente no se cumplió debido a la derrota de Huaqui.
El 10 de febrero de 1811 la Junta Grande dispuso que en la capital de cada provincia fuese creada una junta provincial para el gobierno político de la misma, mientras que en las ciudades y villas con representación en la Junta Grande debía crearse una junta subalterna. Esta orden fue cumplida en la Intendencia de Potosí estableciéndose la junta provincial de Potosí, integrada por el gobernador intendente y 4 vocales elegidos por el pueblo, y la junta subalterna de Tarija, integrada por el comandante de armas y dos vocales elegidos por el pueblo. 

## La derrota de Huaqui y la retirada del Alto Perú
El 20 de junio de 1811 Goyeneche ordenó atacar al ejército revolucionario dando inicio a la Batalla de Huaqui, los 5000 soldados patriotas y los indígenas que los reforzaban no pudieron con los 6500 realistas que lograron una decisiva victoria. Como consecuencia de esta batalla, Goyeneche se apoderó de La Paz. Saliendo de Oruro el 9 de julio, Castelli y González Balcarce arribaron a Chuquisaca el 19 de julio de 1811 y se encontraron con Pueyrredón. Los restos desorganizados del Ejército del Norte retrocedieron en precipitada retirada hacia Chuquisaca. Pueyrredón decidió aprovechar las facilidades de defensa que ofrecía Potosí, ciudad cuyo cabildo le había enviado un regidor pidiéndole que la defendiera, pero Castelli decidió formar el cuartel general en Chuquisaca. Desde allí envió al coronel Luciano Montes de Oca hacia Tarija en busca de refuerzos y a Eustoquio Díaz Vélez hacia Cochabamba, destacando 300 soldados hacia Potosí. Goyeneche se apoderó de Cochabamba el 13 de agosto de 1811 luego de la Batalla de Amiraya (o primera Batalla de Sipe Sipe), donde fueron derrotados Díaz Vélez y Francisco de Rivero. 
En esas circunstancias Pueyrredón se retiró a Potosí con 600 soldados y una compañía de granaderos de 140 hombres que voluntariamente se había formado en Chuquisaca para conducir la artillería y los pertrechos. Estas fuerzas ingresaron en Potosí el 4 de agosto de 1811.
Chuquisaca fue ocupada por el coronel realista Campero, por lo que los restos del Ejército del Norte al mando del general Díaz Vélez se replegaron desde Potosí hacia el sur, concentrando sus menguadas fuerzas de unos 500 hombres en la posta de Cangrejos, en el actual territorio jujeño. En Tupiza Castelli recibió la orden de su destitución, habiendo llegado allí con González Balcarce sin pasar por Potosí, reuniéndose con restos del ejército en Caisa. Luego de que las tropas indígenas del cacique Mateo Pumacahua y otras fuerzas destacadas desde el Perú lograran ahogar la insurrección de los partidos de Omasuyos, Pacajes y Larecaja, que se había extendido hasta ocupar La Paz y Oruro, Goyeneche pudo continuar su marcha sobre Potosí.

## La «Matanza de los Porteños» en Potosí
Los fusilamientos de los jefes realistas, el comportamiento de las tropas y algunas medidas de gobierno tomadas por Castelli minaron la simpatía de los potosinos hacia el ejército de Buenos Aires, lo cual fue hábilmente utilizado por un grupo de sacerdotes realistas que desde el púlpito los acusaban de impíos y sacrílegos. Los incidentes con la pequeña guarnición porteña que había quedado en Potosí comenzaron en febrero de 1811, pero luego de la Batalla de Huaqui los soldados del ejército auxiliar comenzaron a llegar a Potosí en desbandada cometiendo toda clase de abusos con la población que encontraban a su paso, por lo cual los potosinos temieron un saqueo.
El 5 de agosto de 1811 a las 4 de la tarde un soldado porteño en estado de embriaguez generó una pelea en la plaza de armas de Potosí, por lo que acudieron allí más soldados y pobladores resultado en la muerte de un soldado. Los militares se dirigieron a los cuarteles y retornaron a la plaza con armas que usaron contra el populacho matando a tres individuos en la calle de la Ollería. Los vecinos respondieron el ataque con piedras, palos y cuchillos, logrando que los soldados retornaran a sus cuarteles tras ser masacrados en las calles. Los potosinos asaltaron los cuarteles exterminando a los soldados y cometiendo crueldades de todo tipo y ultrajando los cadáveres. Durante la noche se buscó a los porteños casa por casa para asesinarlos y cuando el sacerdote Pedro Arechábala quiso interceder fue también asesinado.
La masacre finalizó a la mañana siguiente cuando parte del pueblo salió en procesión para detener la matanza. El saldo fue de 145 soldados porteños muertos, junto con 7 criollos. De los 7 heridos solo 3 sobrevivieron.
Pueyrredón hizo formar a los soldados en la plaza de armas y reunió a parte del pueblo para que ambas partes confraternizaran en un abrazo, luego de lo cual realizó un sumario que concluyó que la culpa de la matanza la tuvieron un par de sacerdotes, que fueron expulsados en dirección a La Paz.
El general José María Paz dice en sus Memorias respecto del comportamiento de los potosinos cuando los soldados rioplatenses retornaron a 1813:

Sin embargo las demostraciones de alegría por nuestra llegada (Mayo 7), no fueron menos ruidosas y expresivas, bien que tenían otro origen, fuera del patriotismo, que podía influír en algunos. Este origen era el miedo, ó mejor dicho, estaba en los reproches de su conciencia; no se habían cumplido aún dos años que ese mismo pueblo, que tanto aplaudió nuestra entrada, se había cebado, con el furor de la demencia, en los restos del ejército derrotado en el Desaguadero: la sangre de cien soldados, mezclada con la de más de doscientos cholos, que inmolaron aquéllos en su defensa, había corrido con profusión. Temía, pues, la población de Potosí, que recordásemos ese agravio, y quiso hacerlo olvidar á fuerza de obsequios.

## Traslado de los caudales de Potosí

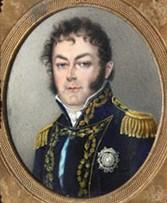
Juan Martín de Pueyrredón.

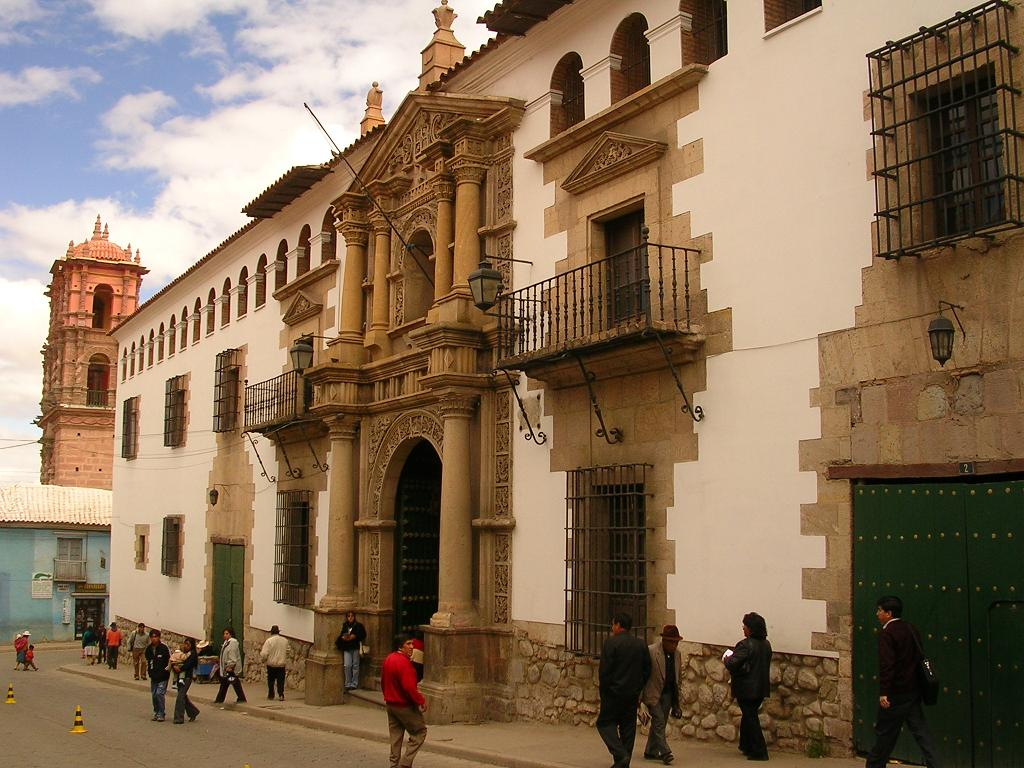
Casa de la Moneda en Potosí.

Luego de la matanza del 5 y 6 de agosto la posición de las tropas rioplatenses en Potosí se debilitaba rápidamente en la medida en que las fuerzas realistas avanzaban sobre Cochabamba. Pueyrredón solicitó a la junta provincial de Potosí que le suministrara 400 mulas para trasladar a Tupiza los caudales de la Casa de la Moneda y otras cajas de la ciudad, la artillería y el armamento, disponiendo la junta enviar comisionados a buscarlas a Chichas. El 20 de agosto dio un ultimátum de tres días a la junta provincial para la entrega de las mulas, logrando reunir 90 para el 24 de agosto. Ese día recibió la noticia de la entrada de Goyeneche en Cochabamba y el retorno en desbandada de los 600 milicianos potosinos que había enviado a cortar comunicaciones entre la ya realista Oruro y las fuerzas realistas que atacaban Cochabamba. Mandó detener a los milicianos en Yocalla y ocultó la noticia. En el tarde del 24 de agosto se produjo la deserción de los 140 granaderos de Chuquisaca, que arrojaron las armas en el cuartel y retornaron a su ciudad, por lo que Pueyrredón quedó solo con su guardia de 45 soldados, compuesta por un piquete de húsares, uno de artillería y la guardia de seguridad. Junto a ellos había dos compañías de cinteños bisoños (70 milicianos), a quienes armó con las armas de los granaderos y vistió con sus uniformes. Al frente de esas compañías estaban los capitanes Juan Francisco Rivera y Pedro Romero.   
En el informe a la junta firmado el 4 de octubre de 1811, Pueyrredón dice que ante la deserción de los granaderos chuquisaqueños, en la noche del 24 al 25 de agosto de 1811 hizo cargar las mulas con las barras de plata y a las 4 de la madrugada salió en caravana hacia el socavón en el más absoluto sigilo, dejando clavados 7 cañones, operación realizada por el teniente de artillería Juan Pedro Luna. Lo acompañaron el subdelegado de Cinti, Isidoro Alberti, y el médico Diego Paroissien.

El populacho dormía descuidado. Serían las cuatro y media de la mañana cuando hice mi salida, ordenando, estrictamente, el mayor silencio en la tropa y mandando quitar todos los cencerros a las recuas para que el ruido no advirtiese de mis movimientos a los que ya miraba como mis enemigos.
Informe de Pueyrredón a Buenos Aires

Al amanecer la población advirtió la salida de los caudales y al toque de campanas salieron partidas en su búsqueda, que una y otra vez fueron rechazadas por la guardia de Pueyrredón. Un cabildo abierto designó a Miguel Lamberto de Sierra como gobernador interino, junto a dos alcaldes ordinarios, quien se apresuró a enviar sumisión a Goyeneche en una carta firmada el 25 de agosto de 1811:

Con motivo de que todos los gefes y magistrados se fueron la noche del dia de ayer dexando acéfalo este lugar (...) Potosí y 25 de agosto de 1811.

Al llegar a La Lava recibieron la incorporación de 150 milicianos tarijeños desarmados enviados por la junta subalterna de Tarija a Potosí en auxilio de Pueyrredón. Estas compañías fueron enviadas de regreso por Pueyrredón dos días después. El 26 de agosto la caravana llegó a Caisa, continuando en dirección a Cinti, para de allí pasar a Livilivi, Yavi y Cangrejos, pero antes de alcanzar Cinti se recibió la noticia de la evacuación de Tupiza por los restos del ejército auxiliar sin esperar a Pueyrredón, quien desde Caisa lo había solicitado, por lo que éste decidió continuar camino a Tarija. Los anuncios de reunión de montoneras por el caudillo realista Cavero para atacar a la caravana hicieron que los cinteños desertaran, quedando las compañías reducidas a 6 y 11 milicianos. El 31 de agosto alcanzaron el río San Juan, en donde fueron atacados por una partida de unos 150 hombres a los que lograron dispersar. Al día siguiente volvieron a ser atacados por unos 400 hombres, que fueron rechazados produciendo algunas bajas. La reunión de algunos soldados dispersos por el camino aumentó la tropa a unos 60 soldados, además de los milicianos cinteños. 
La caravana se detuvo un día y medio en Tarija, en donde fueron compradas mulas de carga y recibió la incorporación de Güemes el 6 de septiembre. Güemes había sido reincorporado al ejército por la Junta el 23 de junio y de inmediato se dirigió de Salta a Tarija.

Llegué por fin á Tarija, y entonces fué cuando pisé el primer país de amigos en mi concepto. Allí debi detenerme dia y medio para hacerme de mulas, que ya no tenia, por estar arruinadas las que traía, y no pudiendo conseguir á flete las que necesitaba, porque se me ocultaban artificiosamente por los pocos arrieros que allí habia, tomé el arbitrio de comprar cuantas se me presentasen, pagándolas al precio que el capricho de sus dueños quería ponerles, como lo habia venido haciendo por todo el camino desde la Laba, y hube de continuarlo hasta entrar en los desiertos, sin cuya medida no me veria hoy en salvacion.
 Con las primeras noticias de nuestra derrota en Guaqui habia venido á Tarija en comision por la junta de Charcas el administrador de tabacos de aquella capital D. Pedro José Labranda y Sarberri, para pedir auxilios de gente y conducirla á Potosí. En esto habia estado ocupado, hasta que con noticia de mi salida de aquella villa y reunion que se hacía en mi contra en el rio de San Juan salió con el teniente coronel D. Martin Guémes á ofrecerme el auxilio de sus pechos, única fuerza de que podían disponer, pero no encontrándome por el camino que habian tomado, volvieron desde Tojo con precipitacion, luego que supieron mi entrada en Tarija, en cuyas inmediaciones se me reunieron, habiendo continuado despues hasta aquí ocupados en servicios de la mayor importancia.
Informe de Pueyrredón a la Junta sobre la retirada de los caudales de Potosí

El 1 de septiembre se había reunido una junta de guerra en Tarija en la que se decidió resistir a las fuerzas realistas, pero quienes debían encabezar la resistencia, el teniente coronel Luciano Montes de Oca, Güemes, el teniente Gabino Ibáñez y otros oficiales que se hallaban en la villa se retiraron con Pueyrredón.
A poco de la salida de Tarija por el camino hacia Baritú se reunió un cabildo abierto en esa villa para tratar sobre si debían atacar a la caravana y quitarle los caudales, dada la indefensión en que quedaban, pero se resolvió no hacerlo.
En San Ramón de la Nueva Orán recibieron el auxilio de Bonifacio Ruiz de los Llanos, quien había viajado allí con una compañía de milicianos provinciales desde Salta, vía Humahuaca, por orden de la junta provincial de esa ciudad. Pueyrredón se dirigió al campamento militar de Campo Santo, a donde arribó el de 3 de octubre de 1811 y entregó los caudales.

## Goyeneche en Potosí

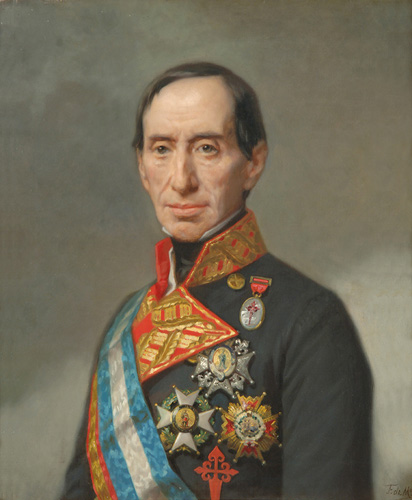
José Manuel de Goyeneche.

Tras ocupar Cochabamba aceptó Goyeneche las súplicas de los cabildos de Chuquisaca y de Potosí, poniendo en marcha su ejército el 3 de septiembre. Envió hacia Chuquisaca al teniente coronel Mariano Campero con el Batallón Real de Lima, y él mismo partió hacia Potosí por el camino de Chayanta, ingresando en la Villa Imperial el 20 de septiembre de 1811, siendo recibido con grandes homenajes. Hizo exhumar los restos de Nieto y de Sanz, disponiendo la realización de exequias solemnes y el traslado a Chuquisaca de los restos de Nieto. Luego de la salida de Pueyrredón fueron encarcelados muchos patriotas de la ciudad, sobre los cuales Goyeneche dispuso remitir a Lima a 9 de ellos y mantener encarcelados a otros 60.
Desde Potosí Goyeneche envió a algunos oficiales a Chichas con el objeto de reclutar e instruir una fuerza de 400 soldados, logrando 300 reclutas, que se unieron al teniente coronel Barreda que con 700 hombres fue destacado hacia Tupiza luego de que los instructores se retiraran a Cotagaita ante el avance de partidas patriotas en su búsqueda. La llegada de Barreda hizo que las partidas se replegaran a Mojo, pero al avanzar Díaz Vélez desde Cangrejos Barreda retornó a Tupiza. Goyeneche envió al brigadier Francisco Picoaga con otros 1000 soldados, quien avanzó hasta Yavi, mientras Díaz Vélez retornaba a Cangrejos con unos 500 soldados. Estas acciones hicieron que el cabildo de Tarija, luego de solicitar infructuosos socorros a Buenos Aires el 9 de septiembre, enviara su sumisión a Goyeneche.
Goyeneche permaneció en Potosí ejecutando venganzas contra la población y recolectando dinero en múltiples requizas. Hizo realizar procesos criminales por los fusilamientos de los tres jefes realistas, por la prisión de 52 vecinos realizada por los revolucionarios, y por el traslado de los caudales por Pueyrredón. Mandó engrillar a 62 revolucionarios en Potosí y premió a algunos de los participantes en la matanza del 5 de agosto. Algunos poblados indígenas fueron incendiados, tales como Challapata y Condo. La guarnición realista fue atacada por guerrilleros altoperuanos.
Al producirse una nueva insurrección en Cochabamba, el 5 de mayo de 1812 partió de Potosí con 4000 soldados para sofocarla.

## Avance de Díaz Vélez y fin de la campaña
Para apoyar a Cochabamba Pueyrredón decidió hacer un nuevo intento de avanzar sobre el Alto Perú. Para ello envió a su segundo, el mayor general Díaz Vélez con un regimiento de caballería y un batallón de infantería. Luego de parlamentar por intermedio del marqués de Yavi, Díaz Vélez supo de la partida desde Potosí de un refuerzo de 500 hombres el 18 de diciembre, por lo que cortó negociaciones y avanzó llegando a el 27 de diciembre a la posta de Cangrejos. Este avance hizo que Picoaga se retirara de Yavi a Suipacha el 28 de diciembre, por lo que al día siguiente Díaz Vélez entró en Yavi. Como los soldados consideraban que avanzar de nuevo hacia el Alto Perú era una misión suicida, antes de la partida se produjo un motín que se saldó con la ejecución de los cabecillas. A mediados de diciembre Díaz Vélez se hallaba acampando con 700 hombres en Los Colorados, desde allí envió a Manuel Dorrego con 40 hombres a atacar una partida realista situada en el pueblo de Sansana, en donde suponían que custodiaban un cargamento de harina. El 17 de diciembre de 1811 en el Combate de Sansana Dorrego logró rendir a la partida, que tuvo 14 muertos, teniendo a su vez 3 muertos propios, antes de tener que huir ante la llegada de 200 realistas.
La división de Díaz Vélez recibió refuerzos, totalizando 860 hombres, 300 de ellos fusileros montados y los demás de infantería, junto con 150 honderos indígenas adicionales y 5 piezas de artillería. Luego de negociaciones frustradas, el 11 de enero de 1812 Díaz Vélez envió a Dorrego con 100 hombres a copar el pueblo de Nazareno.
El 12 de enero de 1812 se produjo el Combate de Nazareno cuando Díaz Vélez sorprendió a la vanguardia realista que se hallaba en Suipacha al mando de Picoaga, logrando ponerla en fuga. Las fuerzas fueron divididas en 3 columnas de ataque y una de reserva, pero cuando parte del ejército cruzaba el río Suipacha, se produjo una repentina creciente del mismo dejando aisladas a las tropas al mando de Dorrego que lo habían ya cruzado y dispersado a los realistas, estos se rehicieron y las derrotaron. Pueyrredón ordenó a Díaz Vélez que emprendiese la retirada ya que el ejército realista avanzó inmediatamente.
El coronel Lorenzo Lugones relató en sus Recuerdos Históricos: 

La batalla de Nazareno, tuvo muy malos resultados. Este segundo desacierto, aun mayor que el del Desaguadero, desalentó á los patriotas, entristeció á Jujuy, y puso en conflictos á Pueyrredon, que para salir del apuro, no encontró otro medio que el de una retirada.

Simultáneamente, el teniente coronel Güemes (segundo jefe de la vanguardia) fue enviado por Díaz Vélez a recuperar Tarija, lo que consiguió por medio de Pedro Antonio Flores el 18 de enero de 1812, venciendo a Ambrosio Catoyra, regidor del cabildo que al pasarse al bando realista recibió el mando político y militar de Tarija. En la operación por sorpresa lograron apoderarse de más de 300 fusiles, 2 cañones y municiones, dejando a Tarija en manos de los guerrilleros de las republiquetas. Güemes se reunió luego con Díaz Vélez en Humahuaca.
En marzo de 1812 terminó oficialmente la primera campaña de la expedición, siendo reemplazado Pueyrredón por el brigadier general Manuel Belgrano el día 26, éste emprendió la Segunda expedición auxiliadora al Alto Perú contando con el apoyo monetario de los caudales trasladados desde Potosí.